# Скосарь сиреневый
Скосарь сиреневый (лат. Otiorhynchus rotundatus) — вид долгоносиков-скосарей из подсемейства Entiminae.

## Описание
Жук длиной 4-5 мм. Имеет буро-чёрную окраску, чешуйки сероватые. Переднеспинка в основании значительно шире, чем в вершине, почти шаровидная. Не теле нет крупных округлых чешуек; только изредка попадаются небольшие овальные, остальные очень мелкие, ланцетовидные и волосковидные. Надкрылья короткоовальные.

## Экология
Жуки населяют дубравы. Иногда вредят садовым дубам, обгрызая их листья.